# 村井清規
村井 清規（むらい せいき、1882年（明治15年）2月1日 - 1961年（昭和36年）2月10日）は、大日本帝国陸軍軍人。最終階級は陸軍少将。

## 経歴
1882年（明治15年）に和歌山県で生まれた。陸軍士官学校第14期、陸軍大学校第24期卒業。1924年（大正13年）2月4日に金沢連隊区司令官に就任し、8月20日に陸軍歩兵大佐に進級した。同年12月15日に歩兵第19連隊長に転じ、1927年（昭和2年）7月に第14師団参謀長に着任した。
1930年（昭和5年）3月6日に陸軍少将進級と同時に歩兵第38旅団長に就任し、1931年（昭和6年）8月に歩兵第8旅団長に転じた。1932年（昭和7年）8月8日に第10師団司令部附となり、8月27日に待命、8月30日に予備役に編入された。1945年（昭和20年）4月30日に召集され第11警備司令官（中部軍管区・大阪師管区）に就任し、神戸に位置した。
1947年（昭和22年）11月28日、公職追放仮指定を受けた。